# Голова Христа (Рембрандт)
«Голова Христа» — картина голландского художника Рембрандта Харменса ван Рейна, созданная около 1648 года. Рембрандт изобразил Иисуса с еврейского натурщика. Таким образом, эта картина знаменует собой поворотный момент во взглядах Рембрандта на иудаизм и евреев. В настоящее время она находится в коллекции Берлинской картинной галереи.

## Описание картины
На картине изображена еврейская модель, представляющая Сына Божьего в трёхчетвертном ракурсе. Голова слегка наклонена и повёрнута влево, а взгляд, обращенный в сторону от зрителя, передает преданность и задумчивость. На тёмных участках картины краска нанесена тонким слоем, а на светлых участках лица — импасто. Это способствует созданию впечатления непосредственности натурщика, что подчеркивает функцию картины как этюда. Однако, несмотря на работу над моделью с тёмными длинными волосами, ровным взглядом и правильными чертами лица всё же содержит элементы традиционно распространённого образа Христа.
Основа картины — дубовая панель. Как показали дендрохронологические исследования, она происходит из того же ствола дерева, что и автопортрет Рембрандта в Музее изобразительных искусств в Лейпциге. Согласно этому, картина могла быть создана не ранее 1645 и не позднее 1648 года.

## История
Рембрандт впервые изучал физиогномику еврейских моделей в конце 1640-х — начале 1650-х годов. Еврейское население Амстердама выросло после изгнания с Пиренейского полуострова после поражения религиозно терпимых мавров. Евреям не нужно было носить опознавательные знаки, и на них распространялось лишь несколько ограничений. Они интегрировались в экономику и носили голландскую одежду. Типичным отличительным признаком для них был только испанский или португальский язык. Рембрандт ранее использовал физические черты, ассоциирующиеся с евреями, только в негативном контексте и еще больше подчеркивал эти традиционно изображаемые черты лица. Например, он использовал их при изображении первосвященников, на которых возлагалась ответственность за смерть Иисуса. По мере того как Рембрандт знакомился с евреями в своем районе, его отношения с ними менялись, и теперь он также изобразил Христа, придав ему традиционные еврейские черты лица. Это изучение модели нашло отражение и в более поздних исторических картинах и гравюрах, когда Рембрандт также сделал черты лица последователей Иисуса более реалистичными.
Рембрандт сделал несколько этюдов для портретов Иисуса. Есть свидетельства, что ему принадлежали две головы Иисуса, приписываемые ему с 1656 года. Берлинская картина также очень похожа по кисти и размеру на картину «Изучение портрета молодого еврея», которая была написана около 1648 года и также хранится в Берлинской картинной галереи. Подлинность работы признана. Однако Ян Кёльх, который был директором Берлинской картинной галереи, временами сомневался в её подлинности. Однако после дальнейших исследований он убедился, что картина была выполнена самим Рембрандтом.

## Провенанс
Картина «Христос после жизни» попала в Берлин в качестве приданого Луизы Генриетты Оранской, которая была выдана замуж за Фридриха Вильгельма Бранденбургского 7 декабря 1646 года. После смерти её родителей в его владение перешло несколько картин Рембрандта, Питера Пауля Рубенса, Тициана и других. С 1830 года она выставлялась в Берлинской картинной галереи, которая была открыта в Старом музее. Во время Второй мировой войны картина вместе с другими работами Рембрандта, хранившимися в картинной галерее, была вывезена в соляную шахту Кайзеррода в Тюрингии. В конце войны она была обнаружена американскими солдатами и впоследствии перевезена в США. Там она путешествовала вместе с «Выставкой 202» по разным городам США, пока не была помещена в Коллекционный пункт в Висбадене. Оттуда она была возвращена в Далем в 1955 году. С 1998 года картина экспонируется в новой Берлинской картинной галереи в Культурфоруме.